# Adam Copeland
Adam Joseph Copeland (n. 30 octombrie 1973) este un actor canadian si un wrestler profesionist  cunoscut în ring sub numele de Edge. În prezent activează în AEW ca wrestler profesionist.
Copeland s-a remarcat în wrestling făcând echipă cu bunul său prieten din realitate Christian. Este un wrestler cu un palmares impresionant, reușind să câștige în WWE 12 titluri de campion pe echipe.

## Viața
Adam Copeland s-a născut pe 30 octombrie 1973 în Orangeville,Ontario,Canada. El a fost luptător profesionist și a lucrat pentru WWE din 1998 sub numele de ring Edge. A lucrat în brandul RAW. Din moment ce el a lucrat pentru WWE, Adam a câștigat  mai multe centuri decât oricare alt superstar de astăzi. Din păcate a trebuit să se retragă după ce medicul i-a spus că are de ales dacă nu vrea să-și petreacă restul vieții sale într-un scaun cu rotile. El a pus încălțămintea în cui după Wrestlemania și a provocat un șoc tuturor, la RAW pe 11 aprilie 2011. Adam s-a obișnuit cu ideea că nu o să mai lupte și acum încearcă să avanseze în viața de
actor.

## Carieră

### RAW
Edge este un actor canadian și un fost wrestler profesionist care a debutat în pro-wrestling în anul 1992 iar în WWE în anul 1998. În anul 1999 Edge și Christian au format echipă, la care s-a mai alăturat și managerul Gangrel formând o facțiune care avea să se numească The Brood. După ce Gangrel i-a înșelat pe cei doi, Edge & Christian au început un „feud” cu The Hardy Boyz făcând meciuri extraordinare de tip Ladder.
La WrestleMania 2000 Edge & Christian au câștigat titlul pe echipe într-un Triangle Ladder Match de 5 stele împotriva celor de la The Dudley Boyz & The Hardy Boyz. Cei doi au devenit „heel” și au câștigat la SummerSlam 2000 & WrestleMania X-Seven împotriva celor de la The Hardy Boyz & The Dudley Boyz într-un Triangle TLC Match - meciuri de 5 stele. În 2001 Edge a câștigat King Of The Ring. Datorită câștigării acestui turneu a rupt alianța cu Christian și cei doi au început un feud pentru titlul intercontinental pe care Edge l-a câștigat. La Survivor Series 2001 Edge era campion WCW United States, a recâștigat titlul intercontinental și a unificat cele două centuri. Edge apoi avea să devină „face” și să piardă titlul intercontinental în fața lui William Regal, iar la WrestleMania X8 în orașul său Toronto l-a învins pe Booker T.
În anul 2003 Edge, chinuit de accidentări, nu a luptat, revenind în 2004 în RAW alături de Chris Benoit și câștigând titlul pe echipe.
La Vengeance 2004 Edge a câștigat titlul intercontinental învingându-l pe Randy Orton. Edge devine heel după ce a început să-și apere „murdar” centura în fața lui Chris Jericho. Edge avea să se accidenteze din nou pentru o scurtă perioadă, după care a revenit cu un gimmick de heel nebun care era obsedat pentru titlul World Heavyweight. Edge avea să primească șansa la acest titlu dar a pierdut la New Year's Revolution 2005 într-un Elimination Chamber Match. La Royal Rumble 2005 Edge l-a învins pe Shawn Michaels iar după o lună la WrestleMania 21 Edge a câștigat primul Money In The Bank Ladder Match asigurând o șansă la titlul suprem. În anul 2005 a avut un serios conflict cu prietenul său Matt Hardy nu numai în ringul de wrestling dar și în afara lui pentru Lita. Aceasta l-a părăsit pe Matt Hardy și a devenit prietena lui Edge, un prilej bun pentru WWE de a transforma acest scandal într-un storyline.
Edge l-a învins pe Matt Hardy la SummerSlam 2005, într-un RAW au terminat meciul Street Fight non-contest, la Unforgiven 2005 Steel Cage Match Matt Hardy a câștigat, iar în octombrie la The Homecoming Show Edge l-a învins pe Matt Hardy într-un ladder match obligându-l pe Matt Hardy să plece din RAW. La New Year's Revolution 2006 l-a învins pe John Cena pentru titlul WWE. Iar următoarea seară la RAW Edge a adoptat un nou gimmick „The Rated R Superstar”. În 2006 avea să aibă un feud lung cu John Cena, pentru titlul WWE, în cele din urmă pierzând la Unforgiven 2006 într-un TLC Match.
Edge avea să mai piardă încă o dată cu Cena într-un episod din RAW pentru titlul WWE Steel Cage Match. Pe 9 octombrie Edge & Randy Orton au format echipa Rated RKO ce avea să aibă conflict cu DX. Cei doi lei tineri Edge & Randy Orton aveau să câștige și titlul pe echipe, la Cyber Sunday învingându-i pe HBK & Triple H (unde arbitru special a fost Eric Bischoff), iar la New Year's Revolution terminându-se no-contest.
Rated RKO a început să se despartă iar la WrestleMania 23 Edge a pierdut șansa de a fi pentru a doua oară Mr. Money In The Bank. La Backlash 2007 Edge a luptat în main-eventul pentru titlul WWE la care mai participa campionul John Cena, Shawn Michaels & Randy Orton. El însă a fost învins și se pare că va porni un feud cu Randy Orton sau Shawn Michaels. La următorul RAW l-a învins pe Randy Orton într-unul dintre cele mai frumoase meciuri ale anului.

### Smackdown

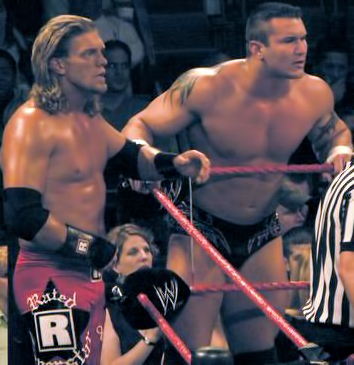
Rated RKO

În 2002 Edge a fost transferat în SmackDown în urma unui „draft” și a început un feud cu Kurt Angle, învingându-l în cele din urmă la Judgement Day 2002 într-un hair vs. hair match, de atunci Kurt Angle rămânând chel. Edge la fiecare intrare în ring a lui Kurt Angle striga „you suck”, de aceea și fanii îl strigau la fel deoarece era un luptător heel. Apoi a format echipă cu Rey Mysterio și au câștigat titlul pe echipe. A format echipă și cu legenda Hulk Hogan câștigând din nou titlul pe echipe.

### Feudul cu Batista, Undertaker și Jeff Hardy
Edge a câștigat titlul World Heavyweight la SmackDown pe 8 mai după ce l-a atacat pe The Undertaker la finalul meciului dintre el și Batista. Edge a obținut șansa la titlul World Heavyweight deoarece pe 7 mai l-a învins pe Ken Kennedy și i-a luat geanta cu contractul în care scrie că poate provoca unul dintre campionii supremi. Apoi i-a luat titlul lui The Undertaker și a ajuns campion mondial.
Edge s-a accidentat în episodul din SmackDown! din data de 13 iulie și în următorul episod a fost nevoit să predea centura, care a fost câștigată într-un Battle Royal de The Great Khali. Timpul de recuperare este de aproximativ 4 luni. Edge a fost accidentat la Summerslam 2008 când a pierit în flăcări, în revista WWE MAGAZINE scrie:În acest număr WWE Magazine a fost scris mult de Undertaker și cum l-a trimis el pe EDGE direct în IAD și că acum răzbunarea s-a făcut în realitate după 3 luni de lipsă a fenomenului, uitându-se acasa la TV. Dar acum s-a reîntors și vrea sufletul amăgitor și risipitor a lui Vickie, acel suflet hain care l-a trimis acasă pe Undertaker. Edge după o perioadă lungă de recuperare s-a întors la Survivor Series și i-a luat locul lui Jeff Hardy.După ce-i aplică un Spear lui Triple H, câștigă centura WWE. La Armageddon într-un meci în trei pierde centura WWE în fața lui Jeff Hardy. Edge are sanșă să recupereze centura la Royal Rumble.
La No Way Out Edge este eliminat de Jeff Hardy la Elinimation Chamber iar Edge își pierde centura, dar Edge îl elimină pe Kofi Kingston din Elimination Chambber și Edge câștigă meciul și e noul campion mondial.
Într-un show din Raw Edge și-a apărat titlu prin descalificare în care a luat Marea Aurie și l-a lovit în cap pe John Cena, după meci Vickie Guerrero anunța că noul predendent la WM este Big Show.
Cena a alergat după Edge la fiecare show până a primit o șansă la titlu la WM în care vor avea un meci în trei : Big Show , Edge și John Cena. La WM Edge pierde meciul și John Cena este noul campion. La Raw, Vickie Guerrero anunță că la Backlash John Cena se va bate cu Edge într-un Last Man Standing .La Backlash Edge câștigă meciul după ce a intervenit Big Show și l-a băgat pe Cena într-un proiector. La Smack Down Jeff Hardy primește o șansă la Centura Mondială a Greilor. La JUDGMENT DAY Edge câștigă meciul cu Jeff Hardy. La SMACK DOWN Jeff Hardy îl învinge pe EDGE și alege ce fel de meci o să fie la Reguli Extreme. Jeff alege Ladder Match. La Extreme Rules Edge pierde meciul cu Jeff Hardy și își pierde centura mondială, dar nici Jeff n-a sărbătorit prea mult. Cm Punk a venit în ring și a cerut un meci cu ajutorul valizei Money in the Bank și Cm Punk e noul campion mondial .

### Campion unificat la echipe cu Chris Jericho și accidentarea

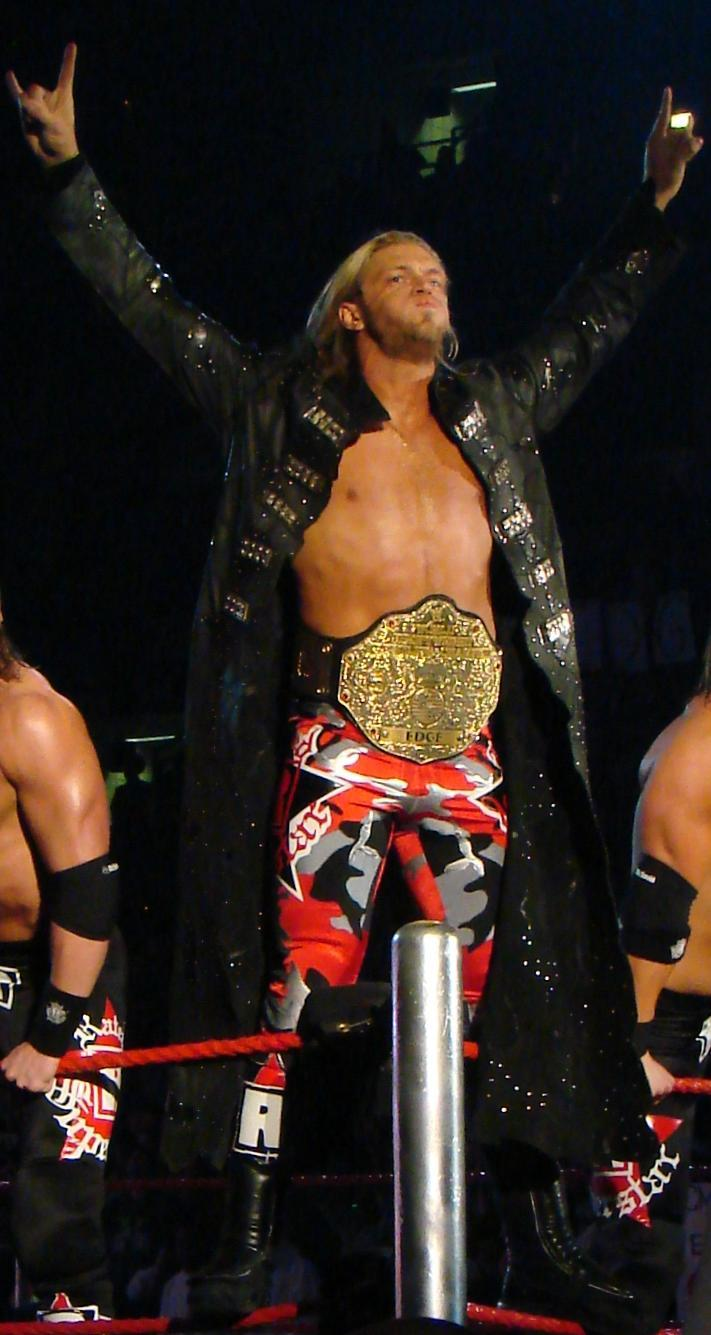
World Heavyweight Champion - Edge

La Raw, Edge și Chris Jericho fac echipă și câștigă centurile la echipe în fața lui Carlito și Primo.
La Great American Bash 2009 Edge și Chris Jericho își păstrează titlurile la echipe într-un meci Triple Threat Tag Team Edge,Y2j vs Legacy vs Carlito, Primo. Pe urmă la Raw Edge se accidentează la tendonul lui achille iar Jericho își alege un nou partener la echipe.

### Revenirea după accidentare la Royal Rumble
După o accidentare de 7 luni, Edge se întoarce din nou în WWE la PPV Royal Rumble de această dată ca și un favorit al fanilor (face) și intră al 29-lea luptător reușind să câștige primul lui Royal Rumble, unde mai rămâne cu John Cena; Edge reușește să îl arunce peste trei corzi; Edge va merge în Main-Eventul de la Wrestlemania 26.
Următoarea seară la RAW, Sheamus, intervine și îi spune lui Rated-of-superstar Edge că nu are nici o șansă la centura lui dar Edge se înfurie și îi aplică un spear (suliță)după aceea Sheamus este la podea și Edge îi spune că va deveni pentru a 12 oară campion mondial.
Edge începe un nou conflict cu Chris Jericho unde îl atacă în nenumărate rânduri în Raw și în SmackDown iar la Wrestlemania 26 Edge și Jericho sunt față în față pentru titlul mondial pe care îl deține Jericho unde reușește să câștige meciul la Wrestlemania și își păstrează centura mondială la categoria grea.
Edge se mai întâlnește cu Jericho și la Extreme Rules unde Edge reușește să câștige meciul într-un Steel Cage Match.

### RAW (2010)
La Draftul de pe 26 aprilie 2010 Edge este transferat în Raw în urma unui draft pick iar superstarul necenzurat îl atacă pe Randy Orton devenind din nou heel adică nepopular printre fani și Edge începe un nou conflict cu Randy Orton, iar Edge îi spune că pe 3 mai la Raw să-și aducă aminte ce echipă erau ei în 2006 Rated - Rko unde făceau furori câștigau centurile la echipe iar Randy se enervează foarte tare și îi aplică un Rko de toată frumusețea.
La Over The Limit Edge se înfruntă cu ,,vipera,, Randy Orton dar acest meci nu este câștigat de nimeni unde Randy se accidentează la braț și amândoi sunt numărați până la 10 în afara ringului iar meciul nu este câștigat de nimeni.
La Fatal Four Way Edge se vor înfrunta într-un meci de tipul "Fatal four way" cu Sheamus, John Cena și Randy Orton, meci în care fiecare are șanse de 25% să câștige centura mult râvnită.
La Fatal Four Way Edge este implicat într-un meci în patru dar Edge în primele minute ale meciului Edge este prins într-un STFU de campionul WWE John Cena unde îl ține mai bine de 2 minute dar Edge nu renunță, iar la finalul meciului cei din NXT îl atacă pe Edge, Orton și Cena unde John Cena pierde centura WWE în fața irlandezului Sheamus și reușește să devină pentru a doua oară campion WWE.
La RAW Edge îl atacă pe Randy Orton și îl execută cu o suliță iar Randy rămâne la podea iar Edge râde. La Summer Slam Edge va face parte din echipa wwe condusă de John Cena în care mai erau și Chris Jericho, Bret Hart, Daniel Bryan, John Morison și R-Truth. La Summer Slam Echipa wwe a câștigat în fața Nexus-ului. Săptămânile următoare la RAW, Edge are un feud cu Khali și se înfruntă în două meciuri de tipul Singles și Over the Top Ropes iar Edge câștigă ambele meciuri. În primele săptămâni Edge se aliază cu Chris Jericho și renunță pentru două săptămâni la echipă. Până la urmă în ultima săptămână la RAW înainte de Summerslam, Edge face echipă cu Jericho împotriva lui John Cena și Bret Hart, meciul se termină egal după ce intervine Nexusul, dar toți patru îi scot din ring și se reunesc în echipa de la Summerslam. La Summerslam Edge este eliminat al 9-alea din 13 iar echipa RAW câștigă. 
După aceea la RAW, managerul general al RAW stabilește un meci Six Pack Challenge pentru titlul WWE iar Edge, John Cena, Sheamus, Randy Orton, Chris Jericho și Wade Barret sunt incluși în meci unde Sheamus pleacă campion. Următoarea săptămână la RAW Edge se confruntă într-un meci cu John Cena, unde Cena câștigă, iar după aceea Edge distruge laptopul Managerului General al RAW-ului.
La Hell in a Cell, Edge îl învinge pe Jack Swagger și încep un feud. Seara următoare la RAW, la Cutting Edge, Edge îl cheamă pe Manager-ul RAW, iar Manager-ul RAW îl transferă pe Edge în Smackdown.

### Smackdown (2010-2011)

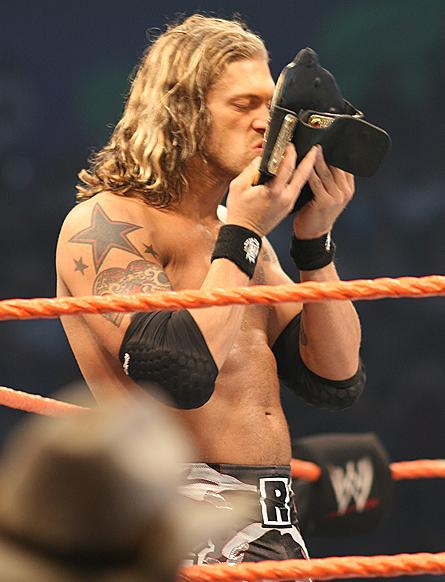
Edge la WrestleMania 24

Edge se întoarce la Smackdown, unde se confruntă cu Jack Swagger, acesta îi dă o suliță Vulturului Pleșuv, mascota lui Jack Swagger după care Edge îl învinge pe Swagger. Săptămâna următoare, Edge îl învinge pe Dolph Ziggler și se califică în echipa Smackdown a lui Big Show de la Bragging Rights. La Bragging Rights, Edge reușește să aducă victoria Smackdown-ului și răzbunarea lui cu RAW. Pe 29 octombrie într-un episod din SmackDown se bate într-un meci în 3 cu Alberto Del Rio și Rey Mysterio pentru o șansă la centura mondială deținută de marele monstru roșu Kane. El câștigă meciul triple threat, urmând să-l înfrunte pe Kane la pay-per-view-ul Survivor Series. Săptămâna următoare la Smackdown!, Edge îl învinge pe Alberto Del Rio, iar după aceea, Edge câștigă și meciul 10-man Tag Team cu echipa Smackdown-ului împotriva celor din Nexus. La final Edge îi dă o suliță lui Kane și aceștia încep un nou feud.
Campion mondial în decembrie 2010 la pay-per-view-ul TLC învingându-i pe Alberto Del Rio,Rey Mysterio și Kane într-un meci cu mese, scări și scaune devenind pentru a zecea oară campion mondial în WWE. După aceea la SmackDown își păstrează centura mondială, după ce l-a învins pe fostul campion mondial Kane, într-un meci Last Man Standing. La RAW, Edge îl învinge pe campionul WWE, The Miz într-un meci campion vs.campion. La SmackDown Edge află noul pretendent la titlu, adică Dolph Ziggler, care îi învinge pe Big Show, Cody Rhodes și Drew McIntyre. La Royal Rumble, Edge își păstrează centura și îl învinge pe Dolph Ziggler. Noaptea următoare, la RAW, Edge îl învinge pe The Miz.

### Retragerea (2011)
În luna aprilie a anului 2011, Edge anunță că se retrage definitiv din wrestling, lăsând lumea wrestlingului în șoc. El tocmai își apărase titlul mondial la categoria grea la Wrestlemania 27 împotriva lui Alberto Del Rio.
Iar după Wrestlemania 27 se retrage dând titlul vacant. În Aprilie 2011 când Rated-R Superstar,Edge s-a retras în fața publicului,tot universul wwe(superstarurile și divele din wwe) au venit și l-au aplaudat. El s-a îmbrățișat cu prietenii lui Big Show, Rey Misterio și Christian. Apoi Triple H a venit și l-a îmbrățișat și l-a consolat pe Edge care a izbucnit în plâns. Apoi Edge a dat mâna cu toți spectatorii de la gard și s-a îmbrățișat cu mama sa care era și ea printre spectatorii de la marginea gardului. În 2012, Edge este inclus în WWE Hall Of Fame alături de alte mari legende ale WWE, Edge a fost introdus în Hall Of Fame de bunul lui prieten Christian.

### Apariții sporadice (2011-2019)
El a făcut o apariție la Raw SuperShow pe 23 aprilie 2012 cerându-i lui John Cena să se trezească și să-l învingă pe Brock Lesnar. Câteva zile mai târziu, Copeland a părăsit compania după ce nu a reușit să ajungă la un acord privind reînnoirea ei, deoarece, în opinia sa, salariul oferit nu a fost suficient.
Edge a făcut o apariție surpriză în episodul lui Raw din 23 aprilie 2012, înfruntându-l pe rivalul său de lungă durată, John Cena, despre Brock Lesnar. Pe 21 septembrie 2012, la episodul de SmackDown, Edge a făcut o apariție adresându-se echipei Team Hell No, formată din Daniel Bryan și Kane.
Edge a revenit pe 9 septembrie 2013, episodul lui Raw în orașul său natal din Toronto, unde a găzduit show-ul său The Cutting Edge, avându-l pe Daniel Bryan ca invitat special. Edge l-a insultat pe Triple H în segment, care a ripostat trimițând-ui pe The Shield să-l atace pe prietenul său Christian.
Edge și Christian au găzduit episodul de Raw din 29 decembrie 2014, în cadrul căruia au susținut primul show The Cutting Edge Peep Show, intervievându-l pe Seth Rollins, care, împreună cu Big Show, i-au atacat.
Pe 15 noiembrie 2016, în cel de-al 900-lea episod din SmackDown, Edge a găzduit o ediție specială The Cutting Edge, alături de membrii echipei SmackDown de la Survivor Series, în calitate de invitați, fiind ulterior întreruptă de Undertaker. Pe 7 aprilie 2018, Edge și Christian i-au întrodus pe The Dudley Boyz în Hall of Fame din WWE. Mai târziu în acel an, pe 16 octombrie, la cel de-al 1000-lea episod de SmackDown, Edge a găzduit The Cutting Edge cu campioana feminină din SmackDown, Becky Lynch, ca invitată specială.
La evenimentul SummerSlam din 11 august 2019, în orașul său natal din Toronto, Canada, Edge a întrerupt actuația lui Elias și a executat o suliță asupra lui. Acest lucru a stârnit zvonuri conform cărora Edge ar fi primit permis medical pentru a lupta din nou, dar aceste zvonuri au fost negate de el însuși.

### Revenire în WWE (2020-prezent)
Cu toate acestea, la evenimentul Royal Rumble din 26 ianuarie 2020, Edge a participat în meciul Royal Rumble, concurând astfel la primul său meci de wrestling după o retragere de nouă ani. A eliminat trei participanți, înainte de a fi eliminat de Roman Reigns. În noaptea următoare, la Raw, Edge a spus că a primit permis medical pentru a lupta din nou, dar a fost brutal atacat cu un scaun de fostul său coechipier, Randy Orton. După două luni de absență, Edge se întoarce și îl atacă pe MVP, provocând-ul pe Orton la un meci la WrestleMania 36.

## Filmografie

### Film
| An   | Titlu               | Rol         | Note       |
| ---- | ------------------- | ----------- | ---------- |
| 1999 | Beyond the Mat      | El însuși   | Uncredited |
| 2000 | Highlander: Endgame | Road Bandit |            |
| 2012 | Bending the Rules   | Nick Blades |            |
| 2015 | Dumb Luck           | Cameron     | Short      |
| 2016 | Interrogation       | Lucas Nolan |            |

### Televiziune
| An        | Titlu                            | Rol                         | Note |
| --------- | -------------------------------- | --------------------------- | --- |
| 2002      | Weakest Link                     | El însuși                   | |
| 2003      | TV total                         | El însuși                   | |
| 2006      | Mind of Mencia                   | El însuși                   | |
| 2007      | Deal or No Deal                  | El însuși                   | |
| 2007      | MADtv                            | El însuși                   | |
| 2011      | Sanctuary                        | Thelo                       | 2 episoade                                                                                                |
| 2011 2014 | George Stroumboulopoulos Tonight | El însuși                   | 2 episoade                                                                                                |
| 2011–15   | Haven                            | Dwight Hendrickson          | Sezoanele 2–5 Nominated – Golden Maple Award for Best Actor in a TV series broadcasted in the U.S. (2015) |
| 2015      | The Flash                        | Al Rothstein / Atom Smasher | |
| 2016      | Private Eyes                     | Ben Fisk                    | 1 episod                                                                                                  |
| 2016      | Bookaboo                         | El însuși                   | |
| 2017      | Vikings                          | Ketill Flatnose             | 3 episoade                                                                                                |

## În Wrestling

### Manevre de final
- The Edge-Knee-Drop
- Spear (sulița)

### Manevre semnătură
- Edgecution / Impaler DDT
- Edge-o-matic

### Manageri
- Gangrel
- Terri Runnels
- Lita
- Vickie Guerrero

### Porecle
- Mr. Money InThe Bank
- King Edge the Awesome
- Rated R Superstar
- The Ultimate Opportunist

### Tema de intrare
- You Think You Know Me (Jim Johnston) (1998-1999)
- On The Edge (Jim Johnston) (1999-2001,2004)
- Never Gonna Stop (Rob Zombie)(2001-2004)
- Metalingus(Alter Bridge) (2004-2011)

### Campionate și realizări
în WWE
- Campion Mondial la categoria grea (11 ori)
- Campion WWE (4 ori)
- Campion la echipe (14 ori) -7 cu Christian, 2 cu Chris Benoit, 
  - 1 cu Hulk Hogan, 1 cu Randy Orton,
  - 1 (centurile unificate 2) cu Chris Jericho,
  - 1 cu Rey Mysterio
- Campion Intercontinental (5 ori)
- Campion Statele Unite (1 dată)
- Regele Ringului (2001)
- Domnul Bani în Bancă (2005, 2007)
- Cupa 2010 Bragging Rights cu SmackDown
- Premiul Slammy pentru Cuplul Anului (2008) -cu Vickie Guerrero
- Premiul Slammy pentru ,,Oh Snap Meltdown (2010) - distruge laptop-ul managerului anonim RAW
- Al 14-lea campion Triple Crown
- câștigător Royal Rumble (2010)
- Wwe hall of fame (2012)
- Câștigător Royal Rumble (2021)